# Kofínou
Kofínou är en ort i Cypern. Den ligger i distriktet Eparchía Lárnakas, i den sydöstra delen av landet, 40 km söder om huvudstaden Nicosia. Kofínou ligger 169 meter över havet och antalet invånare är 1 372. Den ligger på ön Cypern.
Terrängen runt Kofínou är kuperad åt nordväst, men åt sydost är den platt. Närmaste större samhälle är Dhromolaxia, 18,7 km öster om Kofínou. Trakten runt Kofínou består till största delen av jordbruksmark.